# Lebiasina bimaculata
Lebiasina bimaculata, más conocida como charcoca, es una especie de peces Characiformes de la familia Lebiasinidae.

## Morfología
Los machos pueden llegar alcanzar los 16 cm de longitud total.

## Hábitat
Es un pez de agua dulce y de  clima tropical (22 °C-26 °C).

## Distribución geográfica
Se encuentran en Sudamérica: cuenca del río Marañón y, también, en Ecuador y el Perú al oeste de los Andes. Muy frecuente en ambientes dulceacuícolas lénticos y lóticos de la costa peruana.

## Observaciones
Es utilizada para controlar las poblaciones de los mosquitos. Los ejemplares grandes son eventualmente pescados con redes o anzuelos.   